# 오! 나의 여신님의 등장인물 목록
오! 나의 여신님의 등장인물에서는 후지시마 코스케 원작 《오! 나의 여신님》의 만화, 애니메이션에 등장하는 캐릭터들을 소개한다.
- 한국판OVA는 투니버스판을 기준으로 작성.
- 한국판TVA는 애니맥스에 나오는 TV애니메이션을 기준으로 작성.
- 한국판TVA에서는 이름을 일본판과 동일하게 설정해 따로 칸을 마련하지 않았음.
- 한국판OVA에 존재하는 빈 칸은 OVA에 등장하지 않아 한국명이 없는 캐릭터들이다.

## 메인 캐릭터
| 이름              | 이름        | 성우            | 성우        | 성우        | 성우                       |
| 일본판            | 한국판(OVA) | 일본판          | 한국판(OVA) | 한국판(TVA) | 비고                       |
| ----------------- | ----------- | --------------- | ----------- | ----------- | -------------------------- |
| 모리사토 케이이치 | 성민우      | 기쿠치 마사미   | 강수진      | 엄상현      |                            |
| 베르단디          | 베르단디    | 이노우에 기쿠코 | 이현진      | 박소라      | 작다는 건 편리해 여민정    |
| 울드              | 울드        | 토마 유미       | 이선주      | 윤성혜      |                            |
| 스쿨드            | 스쿨드      | 히사카와 아야   | 정미숙      | 은영선      | 극장판, 싸움의 날개 신영애 |

모리사토 케이이치 : 본작의 남주인공이자 네코미공대에 재학중인 대학생. 남자 기숙사에서 생활하던 중 전화를 하다가 베르단디를 만나게 되었다. 
베르단디 : 여신 3자매 중 둘째. 케이이치의 전화를 받자마자 나타난 미모의 여신으로 고운 성격을 가지고 있다. 
울드 : 여신 3자매 중 첫째. 사실은 천사와 악마 사이에서 태어난 반신반마이며 천사와 악마의 성격이 혼재되어있고 까만 피부를 가졌다. 요염한 성격이 있으며 케이이치를 유혹하기도 한다. 
스쿨드 : 여신 3자매 중 막내. 베르단디를 좋아하는 성격이지만 울드와는 사이가 나쁜 편이나 한편으로는 상부상조도 한다. 여신 중 유일한 공순이.

## 조연 캐릭터
| 이름            | 이름        | 성우            | 성우        | 성우        | 성우                       |
| 일본판          | 한국판(OVA) | 일본판          | 한국판(OVA) | 한국판(TVA) | 비고                       |
| --------------- | ----------- | --------------- | ----------- | ----------- | -------------------------- |
| 모리사토 메구미 | 성민경      | 후치자키 유리코 | 이선        | 채의진      |                            |
| 미시마 사요코   | 차윤주      | 노토 마미코     | 김태웅      | 우정신      |                            |
| 하세가와 소라   | 고정아      | 오오타니 이쿠에 | 이명선      | 정현경      |                            |
| 마라            | -           | 타카노 우라라   | -           | 엄현정      |                            |
| 페이오스        | -           | 사쿠마 레이     | -           | 엄현정      | 극장판, 싸움의 날개 한채언 |
| 린드            | -           | 이토 미키       | -           | 정현경      | 싸움의 날개 정선혜         |
| 힐드            | -           | 타카시마 카라   | -           | 정현경      |                            |
| 타미야 토라이치 | 남태중      | 야나다 키요유키 | 장광        | 최석필      |                            |
| 오오타키        | 이호조      | 후타마타 잇세이 | 손종환      | 안장혁      |                            |
| 후지미 치히로   | -           | 이마이 유카     | -           | 채의진      |                            |
| 곳도(ゴッド)    | 신(神)      | 오가와 신지     | 장광        | 최석필      |                            |

모리사토 메구미 : 케이이치의 여동생이자 네코미공대에 재학중인 여대생. 베르단디를 비롯해 여신들과도 친하다. 
마시마 사요코 : 네코미공대에 다니는 여대생. 베르단디에 대한 라이벌의식을 갖고있다. 
하세가와 소라 : 네코미공대에 다니는 여대생이자 케이이치의 후배. 얼굴에 주근깨가 있고 얼핏 중학생처럼 어리게 보여서 오해를 받는다. 
마라 : 악마계에서 파견된 1급 비한정 악마. 케이이치를 이구아나로 만들었던 적이 있다.  보이시하게 보이지만 사실은 마녀이다.
페이오스 : 베르단디와 같은 여신으로 케이이치의 전화를 받고 인간세계에 내려온다. 베르단디를 탐탁치 않게 본다. 잠시 인간세계를 떠났다가 키가 작아진 모습으로 다시 나타난다.  
린드 : 날개가 한쪽 밖에 없는 천사를 부르는 여신으로 1급 특무급 임무를 갖고있다. 
힐드 : 순수 마녀이자 울드의 생모. 베르단디와 스쿨드에게는 배다른 모녀지간이며 딸 못지않게 케이이치를 현혹한다. 
타미야 토라이치 : 네코미공대 대학생이자 케이이치의 선배. 케이이치를 부려먹기도 하지만 한편으로는 좋은 성격도 있다. 
오오타키 : 타미야의 친구이자 네코미공대 대학생. 케이이치의 선배 타미야와 함께 케이이치를 부리기도 한다. 
후지미 치히로 : 네코미공대 여대생이자 자동차부 부장. 케이이치의 선배로 자동차부에서 같이 활동한다.  
곳도 : 천계의 통치자. 가끔 전화로 여신들을 호출하기도 한다.

## 원작에서만 등장하는 캐릭터
- 베르스퍼 : 악마계 출신의 악마 소년으로 베르단디 앞에 나타나서 케이이치를 당혹하게 만들었다. 이후 흑고양이 모습으로 다시 나타난다.
- 시글 : 스쿨드가 만든 여자 인형.

## 극장판에서만 등장하는 캐릭터
- 셀레스틴
- 몰간 리 페이

## 비고
한국어판의 경우 19권까지는 한국식 제책방식으로 단행본이 발행되었으나 20권부터 일본식 제책방식으로 변경되어서 단행본이 발행되었다.